# Periodizität
Die Periodizität, Turnus oder Wiederkehr bezeichnet allgemein die Eigenschaft einer Sache oder eines Vorgangs, die bezüglich des Auftretens eines bestimmten Ereignisses eine Regelmäßigkeit aufweist. Die regelmäßige Reihe der Ereignisse ist ein Zyklus. Meyers Großes Konversations-Lexikon von 1908 schreibt dazu, Periodizität sei „die regelmäßige Wiederkehr gewisser Erscheinungen nach Verlauf einer bestimmten Zeit, wie sie z. B. im Kreislaufe der Jahreszeiten zu beobachten ist.“ Der Zeitraum, der zwischen zwei gleichen Erscheinungen eines sich wiederholenden Vorgangs liegt, wird Periode genannt.
Im Falle einer zeitlichen Periodizität macht die Frequenz eine Aussage darüber, wie oft sich das Ereignis in einer bestimmten Zeitdauer wiederholt, beziehungsweise die Periodendauer (oft kurz nur: Periode) darüber, wie groß die Zeitdauer zwischen zwei Ereignissen ist. Bei zeitlicher Periodizität wird der Begriff Zyklus umgangssprachlich auch für Periode gebraucht.
Das zur Periodizität gegenteilige Konzept heißt Aperiodizität. Als aperiodisch werden entsprechend Vorgänge bezeichnet, die nicht periodisch verlaufen.

## Beispiele
Allgemeine Beispiele:
- Mathematik: In der Mathematik nennt man das Auftreten sich wiederholender Werte Periodizität und die entsprechenden Funktionen periodische Funktionen
- Chemie: Das chemische Periodensystem beschreibt Regelmäßigkeiten der Strukturen von Atomen
- Physik und Technik: Die Periodizität erweist sich dadurch, dass für sich regelmäßig wiederholende physikalische Erscheinungen, vorzugsweise bei Schwingungen und Wellen, eine Periodendauer angeben lässt

Von zeitlicher Periodizität spricht man bei:
- Jahreszeiten: Frühling, Sommer, Herbst, Winter
- Lebenszyklus: Geburt, Leben, Tod
- Gezeiten: Ebbe und Flut
- Astronomie: Revolutionsperiode, Sarosperiode (↔ Saroszyklus), Sonnenzirkel, Mondzirkel
- Amtszeit: Die in gleichen Zeitabschnitten wiederkehrende Amtszeit von Organen oder Funktionsträgern wird in der Politik auch Amtsperiode genannt
- Kalender: Metonperiode (↔ Metonzyklus)
- Journalismus: Die unterschiedlichen Erscheinungsrhythmen bei Zeitungen/Zeitschriften (z. B. Wochenzeitung, Quarterlies)